# Mark Zabel
Mark Zabel (n. 12 august 1973, Calbe, Saxonia-Anhalt, Germania) este un canoist ce a reprezentat Germania, medaliat olimpic. A participat la 3 ediții ale Jocurilor Olimpice (1996, 2000, 2004) în care a câștigat o medalie de aur și două medalii de argint.